# Marinko Galič
Marinko Galič (født 22. april 1970 i Koper, Jugoslavien) er en slovensk tidligere fodboldspiller (forsvarer).
Galič spillede 66 kampe for Sloveniens landshold i perioden 1994-2002. Han var med i den slovenske trup til EM 2000 i Belgien/Holland, slovenernes første slutrundedeltagelse nogensinde, og spillede alle landets kampe i turneringen. Han deltog også ved VM 2002 i Sydkorea/Japan, hvor han spillede én af slovenernes tre kampe.
På klubplan repræsenterede Galič blandt andet Rudar Velenje og Maribor i hjemlandet og kroatiske Dinamo Zagreb.